# Consell del Principat
El Consell del Principat és una institució que va crear la Diputació del General de Catalunya en començar l'enfrontament amb el rei d'Aragó Joan el Gran que desembocaria en la guerra civil catalana (1462-1472).
Durant la celebració de les Corts de Lleida el rei empresonà Carles de Viana. Uns dies més tard, el 8 de desembre de 1460, just abans de dissoldre's, crearen el Consell, format per 27 escons ocupats per membres de l'aristocràcia i els patricis barcelonins. Era el Consell representant lo Principat de Catalunya i comptava amb el suport del Consell de Cent.
Un dels primers encàrrecs va ser enviar una ambaixada al rei per exigir, sense èxit, l'alliberament del príncep.
Més tard, però, va ser reconegut per la monarquia en la Concòrdia de Vilafranca de 1461, que prohibia l'entrada del rei en el Principat sense autorització del Consell.
El Consell va acabar nomenant tres reis per oposar-los a Joan II: Enric I l'Impotent (1462-1463), Pere IV el Conestable de Portugal (1464-1466) i Renat I (1466-1472).
El Consell del Principat assumí la direcció política de Catalunya al llarg de la guerra civil i es va dissoldre amb la capitulació de Pedralbes, al finir la guerra.